# Stibadocerella omeiensis
Stibadocerella omeiensis is een tweevleugelige uit de familie buismuggen (Cylindrotomidae). De soort komt voor in het Palearctisch en Oriëntaals gebied.